# Carex bracteosa
Carex bracteosa är en halvgräsart som beskrevs av Gustav Kunze. Carex bracteosa ingår i släktet starrar, och familjen halvgräs. Inga underarter finns listade i Catalogue of Life.